# 美・ファンタジー/中山美穂おしゃれのすべて
『美・ファンタジー／中山美穂おしゃれのすべて』（び・ファンタジー なかやまみほ おしゃれのすべて）は、中山美穂のファッションビデオ。1990年9月10日にキングレコードからリリースされた。

## 解説
集英社・月間『明星ヘアカタログ』オリジナル8mmビデオ・マガジン。内容は、中山のファッション特集と、それまでの歌手としての軌跡を自らが振り返るというもの。収録曲のミュージック・ビデオが収録されているわけではない。
ゲスト出演者として、当時フジテレビ系で放送されていた『あっぱれさんま大先生』に出演し、自ら中山ファンを名乗っていた人気子役・根本卓哉が出演している。
2003年に発売された『Miho Nakayama Complete DVD BOX』にも収められている。

## 収録曲
1. 「C」
2. 生意気
3. BE-BOP-HIGHSCHOOL
4. 色・ホワイトブレンド
5. クローズ・アップ
6. JINGI・愛してもらいます
7. ツイてるねノッてるね
8. WAKU WAKUさせて
9. 「派手!!!」
10. CATCH ME
11. You're My Only Shinin' Star
12. 人魚姫
13. Witches
14. ROSÉCOLOR
15. Virgin Eyes
16. Try Or Cry
17. CATCH ME
18. Misty Love
19. Midnight Taxi
20. Silent Night
21. Long Distance To The Heaven